# Commelina diffusa
Espèce
Commelina diffusa, appelée « Petite-Herbe-de-l'eau » à La Réunion, est une espèce de plantes monocotylédones de la famille des Commelinaceae.
Cette plante herbacée annuelle originaire des régions tropicales est une importante mauvaise herbe dans de nombreuses cultures, notamment aux États-Unis et en Amérique centrale.
C'est dans une population de cette espèce que fut signalé l'un des premiers cas de résistance aux herbicides en 1957 à Hawaï.

## Description

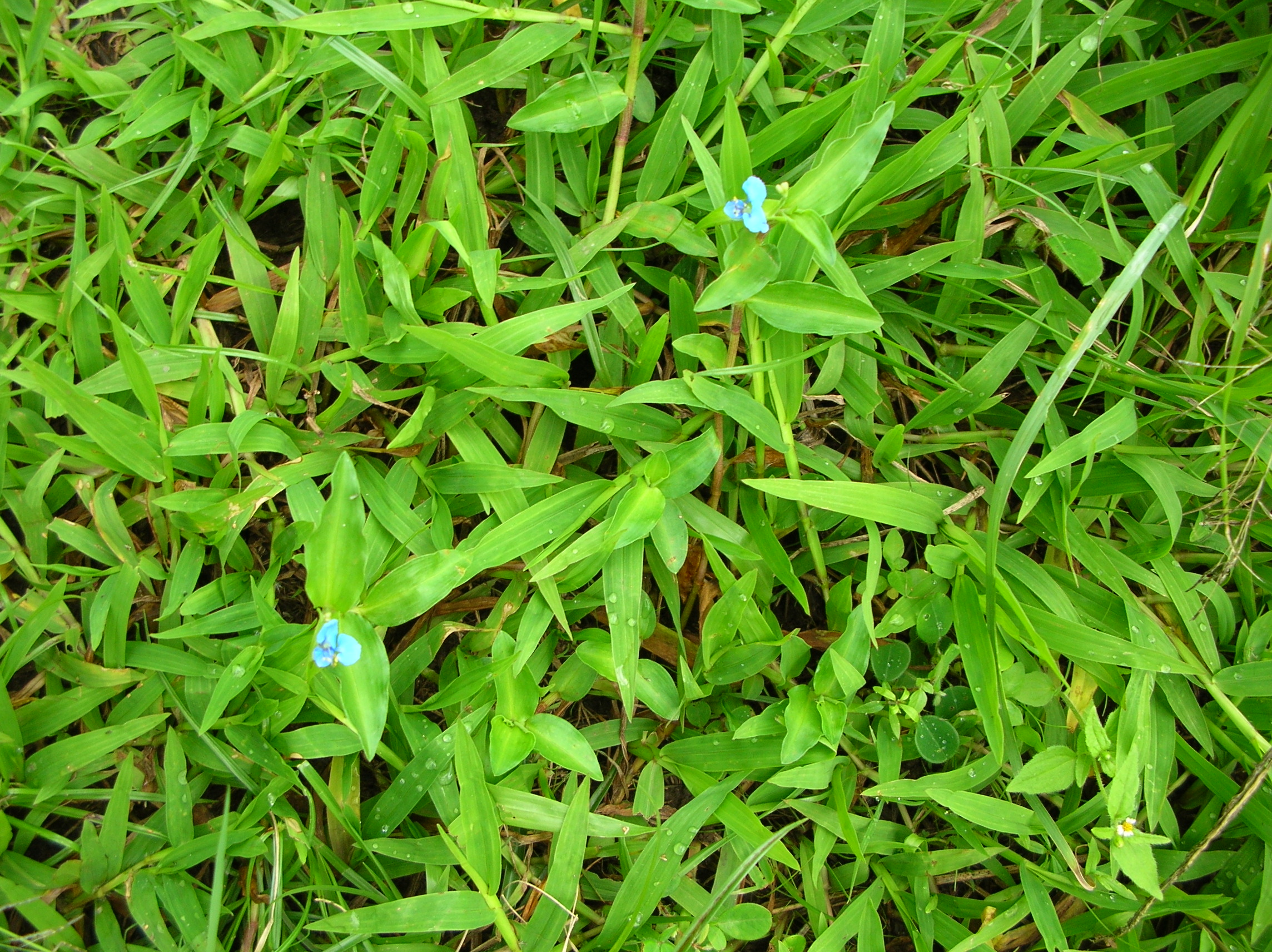
Port de la plante.

Commelina diffusa est une plante herbacée généralement annuelle, mais qui peut être vivace dans les régions tropicales.
C'est une plante qui se propage de manière diffuse, par ses tiges rampantes ou dressées, fortement ramifiées, qui s'enracinent au niveau des nœuds (racines adventives).
Le système racinaire, fasciculé, est formes de racines fibreuses, blanches ou brunes.
Les tiges cylindriques, crassulescentes et pubescentes, voire hispiduleuses, de couleur rougeâtre, peuvent atteindre un mètre de long.
Les feuilles alternes, simples, presque charnues, de couleur vert-vif, sont subsessiles (avec un pétiole très court) et ont une gaine pubescente, rayée de rouge.
Le limbe, inséré presque directement sur la gaine entourant la tige, est de forme relativement variable, allant de lancéolé à ovale, acuminé au sommet et arrondi à la base, les feuilles proximales tendant à être plus oblongues. Elles mesurent de 3 à 12 cm de long sur 0,8 à 3 cm de large. La nervation, peu visible, est parallèle.
Les populations nord-américaines ont généralement des feuilles de taille plus petite, mesurant de 1,5 à 5 cm sur 0,5 à 1,8 cm.
Les faces de la feuille peuvent être glabres ou hispides (c'est-à-dire hérissées de poils).
L'inflorescence est une cyme unipare scorpioïde (cincinnus), insérée dans une spathe pliée cordiforme. C'est une forme de monochasium (cyme unipare) dans laquelle les ramifications latérales se présentent alternativement sur les côtés opposés d'un faux axe.
Il y a en général deux cincinnus, l'inférieur portant de deux à quatre fleurs et le supérieur d'une à plusieurs fleurs. 
Le cincinnus supérieur est généralement exserte chez les spécimens à plus grandes spathes, mais il peut être inséré chez les spécimens à plus petites spathes.
Le cincinnus postérieur ne porte que des fleurs mâles et a un pédoncule plus long, tandis que le cincinnus inférieur porte des fleurs bisexuées sur un pédoncule plus court.
Les fleurs, hermaphrodites, sont portées par un pédicelle épais et incurvé, mesurant de 3 à 5 mm de long. Le périanthe est composé de deux verticilles : le calice est formé de cinq sépales membraneux dont trois libres, de couleur verte, et deux reliés à la base ; la corolle comprend trois pétales libres, de couleur bleu vif, plus rarement de couleur lavande. Les pétales latéraux, les plus longs, mesurent de 4,2 à 6 mm de long,  sont arrondis au sommet et filiformes à la base, le pétale inférieur est plus petit.
L'androcée comprend 5 à 6 étamines glabres dont 3 fertiles et 2 ou 3 stériles.
Le fruit est une capsule déhiscente triloculaire, oblongue, d'environ 5 mm de long, s'ouvrant en trois valves : la valve postérieure indéhiscente contient une graine et les deux valves antérieures, déhiscentes, contiennent deux graines chacune.
Les graines brunâtres ou noires, réticulées, réniformes ou oblongues-ovoïdes font 2 à 3 mm de long.
La floraison se produit de mai à novembre.

## Distribution et habitat
Commelina diffusa a une aire de répartition pantropicale.
La plante est très répandue dans le sud de la Chine, en particulier dans les provinces de Guangdong, dans le sud-ouest du Guangxi, le sud-ouest du Guizhou, à Hainan, dans le sud(est du Xizang et dans le sud-est du Yunnan.
Au Japon, l'espèce a été signalée à Yakushima au sud de Kyūshū et est aussi présente dans les îles Ryukyu au sud d'Amami-Ōshima.
Elle est indigène dans certaines parties des Antilles, y compris une grande partie de Porto Rico et dans plusieurs des îles Vierges comme  Sainte-Croix, Saint-Thomas et Tortola.
Elle a été introduite dans le sud-est des États-Unis, où on la trouve depuis le Maryland au nord jusqu'au Missouri vers l'ouest et le Texas et la Floride vers le sud.
On l'a également introduite à Hawaï, où elle est devenue une mauvaise herbe commune et se diffusant rapidement.
La variété C. diffusa var. gigas a été introduite en Floride.
En Chine, où elle est généralement associées aux forêts, bosquets, berges des cours d'eau et autres habitats ouverts et humides, on peut la rencontrer depuis le niveau de la mer jusqu'à 2 100 mètres d'altitude.
Dans les Antilles, c'est une mauvaise herbe commune, qui est surtout associée aux bords des routes, aux fossés humides et aux lieux incultes. On peut la rencontrer depuis le niveau de la mer jusqu'à 1 050 mètres d'altitude.
Aux États-Unis, elle est également caractéristique des lieux perturbés, comme les jardins, les terres cultivées et les pelouses, mais on peut aussi la rencontrer dans les bois et autres stations humides.

## Biologie
Commelina diffusa  est une plante vivace dans les plaines tropicales et subtropicales et une plante annuelle dans les pays tempérés.
C'est une plante qui infeste facilement les terres cultivées, les pâturages, les bords de routes et des terres en friche. Elle peut résister aux inondations et lorsqu'elle pousse dans les rizières, elle devient presque une plante subaquatique.
Cette espèce est très compétitive surtout vis-à-vis des cultures en début de croissance, dans les cinq premières semaines, mais elle peut l'être aussi dans des cultures plus avancées grâce à son étalement en surface par ses racines adventives.
Les plantules issues de graines commencent à émerger à des températures même inférieures à 10 °C, l'optimum se situant entre 10 et 15 °C.
La croissance de la plante et son établissement dans les cultures sont très rapides.

## Taxinomie

### Synonymes
Selon ISG (Invasive Species Compendium)  :
- Commelina agraria Kunth (1843),
- Commelina aquatica J.K.Morton (1956),
- Commelina communis Benth., non L. (1849),
- Commelina longicaulis Jacq.,
- Commelina nudiflora auct. non L.

### Liste des sous-espèces et variétés
Selon Tropicos (5 mars 2016) (Attention liste brute contenant possiblement des synonymes) :
- sous-espèce Commelina diffusa subsp. aquatica (J.K. Morton) Ogwal
- sous-espèce Commelina diffusa subsp. diffusa
- sous-espèce Commelina diffusa subsp. montana C.V. Morton
- sous-espèce Commelina diffusa subsp. scandens (Welw. ex C.B. Clarke) Oberm.
- sous-espèce Commelina diffusa subsp. violacea Faden
- variété Commelina diffusa var. cordispatha Rohweder
- variété Commelina diffusa var. diffusa
- variété Commelina diffusa var. gigas (Small) Faden
- variété Commelina diffusa var. major Kayama

## Utilisation
En Chine, Commelina diffusa est utilisée comme plante médicinale pour ses effets fébrifuges et diurétiques.
On en extrait également, à partir du jus des pétales, un colorant destinés à être utilisés en peinture
En Malaisie, les feuilles sont couramment utilisées en cataplasme sur les plaies.
A Hawaï, où la plante est appelée honohono, elle a été utilisée comme médicament pour soigner les coupures profondes. Alors que d'autres plantes hawaïennes ne permettent de traiter que des coupures superficielles, l'herbe honohono est utile pour traiter les plaies plus importantes.
Les pointes des feuilles jeunes seraient consommées cuites en Nouvelle-Guinée.